# Diospyros subtruncata
Diospyros subtruncata är en tvåhjärtbladig växtart som beskrevs av Rudolph Herman Scheffer och Bénédict Pierre Georges Hochreutiner. Diospyros subtruncata ingår i släktet Diospyros och familjen Ebenaceae. Inga underarter finns listade i Catalogue of Life.